# Goianorte
Goianorte es un municipio brasileño del estado del Tocantins. Se localiza a una latitud 08º46'33" sur y a una longitud 48º55'54" oeste, estando a una altitud de 256 metros. Su población estimada en 2004 era de 4.700 habitantes.